# Amadou Toumani Touré

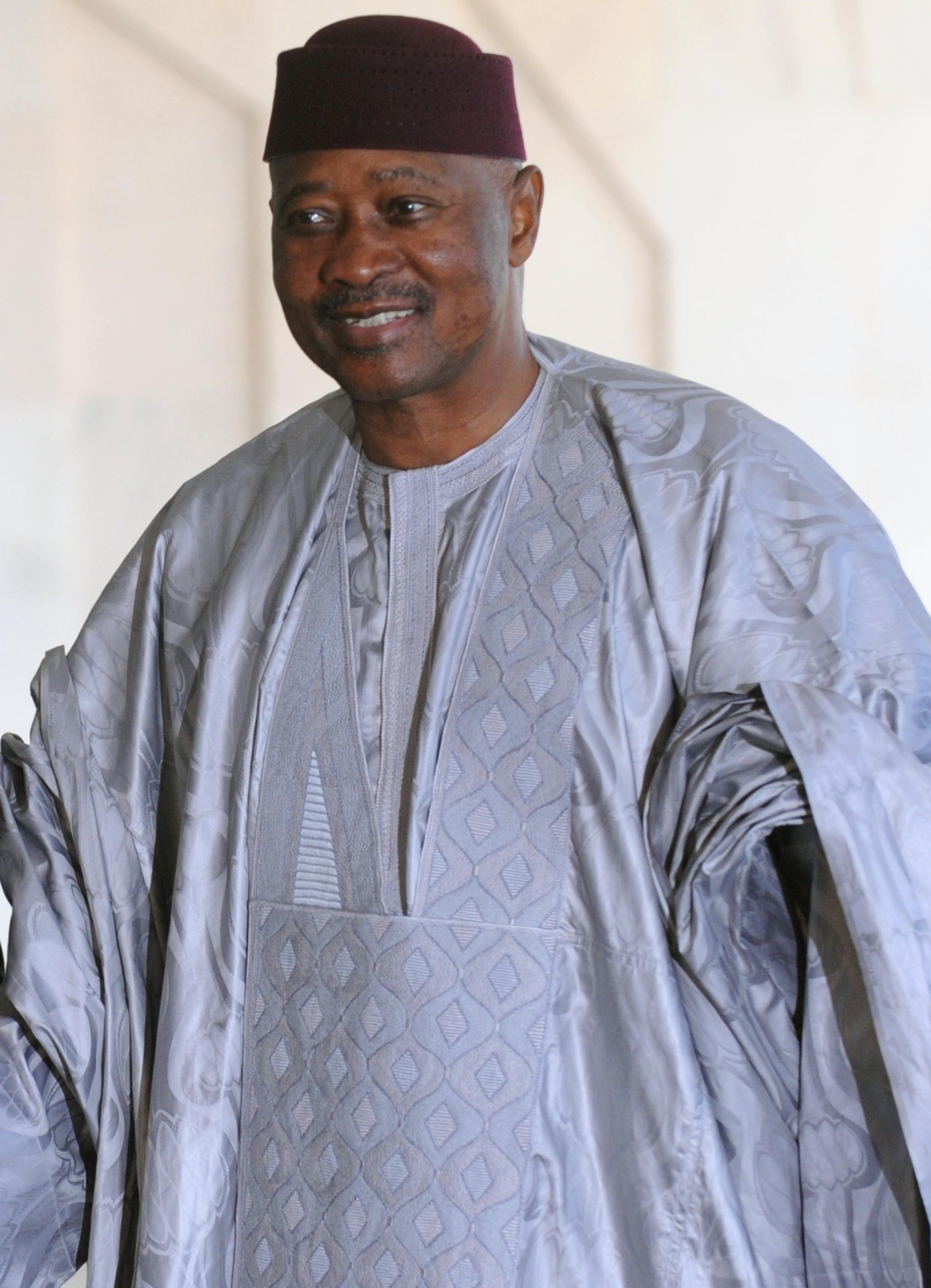
Amadou Toumani Touré (2010)

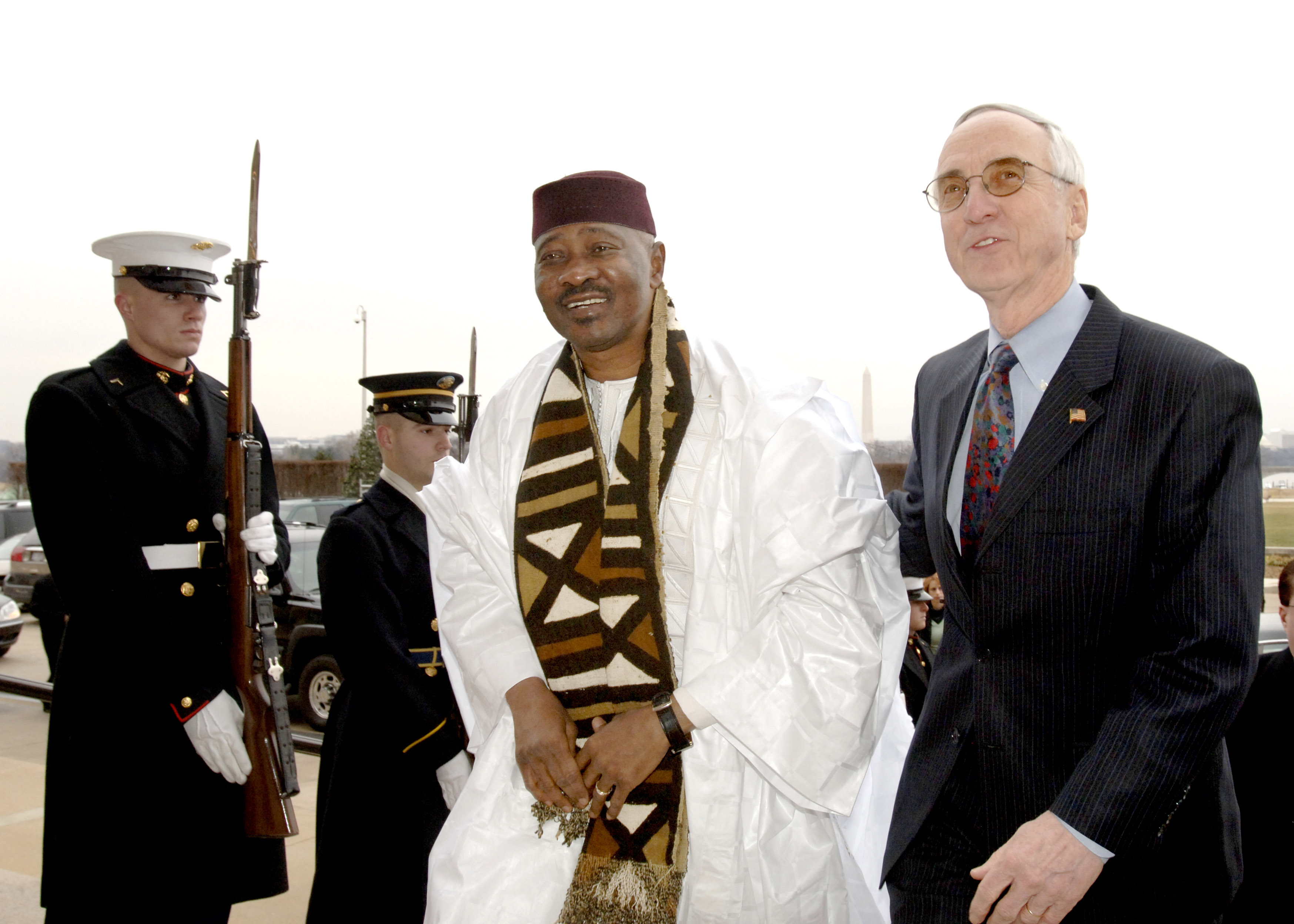
Touré begleitet von US-Vizeverteidigungsminister Gordon R. England, 2008

Amadou Toumani Touré [amaˈdu tumaˈni tuˈʀe], kurz ATT genannt (* 4. November 1948 in Mopti, Mali; † 9. November 2020 in Istanbul, Türkei) war ein malischer Politiker und von Mai 2002 bis März 2012 der Präsident seines Heimatlandes.

## Soldat
Nach dem Schulbesuch in seinem Heimatort Mopti ging er nach Bamako, um sich zum Lehrer ausbilden zu lassen. Er trat dann in die Armee ein und besuchte von 1969 bis 1972 die École interarmes in Kati. Er wurde zum Fallschirmjäger ausgebildet und besuchte 1974/1975 Kurse in Rjasan (Sowjetunion) und 1978 sowie 1989/1990 in Frankreich. 1981 wurde er Kommandeur der Präsidentengarde, 1984 der Fallschirmjäger.

## Übergangspräsident
Nach Unruhen, die zunächst mit Gewalt unterdrückt worden waren, beteiligte sich Oberstleutnant Touré am Sturz des Präsidenten Moussa Traoré am 26. März 1991 (siehe Putsch in Mali 1991). Als Vorsitzender des von den Putschisten gebildeten Comité de transition pour le salut du peuple wurde er neues Staatsoberhaupt. Er berief eine Verfassungskonferenz ein und organisierte Wahlen. Der Konflikt mit den Tuareg konnte im Dezember durch einen Waffenstillstand beendet werden.
Im Mai 1992 übergab er die Macht einer zivilen Regierung unter Alpha Oumar Konaré. Für die Einführung der Demokratie in Mali wurde er soldat de la démocratie genannt.
Er widmete sich fortan karitativen Projekten und gründete 1993 die Stiftung Fondation pour l'Enfance für Kinder. Er war auch für die Stiftung des ehemaligen US-Präsidenten Jimmy Carter und die Weltgesundheitsorganisation tätig.
Am 26. September 1996 erhielt er in New York für seinen Einsatz den Afrikapreis der nichtstaatlichen Organisation The Hunger Project.
Der Generalsekretär der Vereinten Nationen, Kofi Annan, schickte ihn im Juni 2001 als Sondergesandten in die Zentralafrikanische Republik, um dort nach einem fehlgeschlagenen Putschversuch zu vermitteln.

## Präsident
Im Oktober 2001 schied er als Brigadegeneral aus der Armee Malis aus und kandidierte im Mai 2002 für die Präsidentschaftswahlen. Im zweiten Wahlgang konnte er sich gegen den ehemaligen Minister Soumaïla Cissé mit 64,35 Prozent der Stimmen durchsetzen. Am 29. April 2007 wurde er für eine weitere Amtszeit wiedergewählt. Touré war parteilos.
Am 21. März 2012 wurde Touré einen Monat vor dem regulären Ende seiner Amtszeit durch einen Militärputsch gestürzt. Der Sprecher der Putschisten, Amadou Konaré, erklärte im Staatsfernsehen, dass der Präsident nicht in der Lage sei, die Regierung zu führen und den seit Mitte Januar 2012 andauernden Aufstand der Tuareg im Norden des Landes unter Kontrolle zu bekommen. Die Putschisten setzten zugleich die Verfassung außer Kraft, setzten die für den 29. April angesetzte Präsidentschaftswahl ab und erklärten alle bisherigen staatlichen Institutionen für aufgelöst. Touré gelang es zu fliehen; er hielt sich zeitweise unter dem Schutz loyaler Soldaten in einem Militärcamp südwestlich von Bamako auf. Am 9. April kündigte er offiziell seinen Rücktritt an. Danach ging er ins Exil nach Senegal, wo er fünf Jahre lang blieb. 2017 kehrte er nach Mali zurück.

## Privatleben
Touré starb in der Nacht auf den 10. November 2020 in der Türkei. Er hinterlässt Frau und drei Töchter.